# Križine
Križine (olaszul: Crisine) falu Horvátországban, Isztria megyében. Közigazgatásilag Umaghoz tartozik.

## Fekvése
Az Isztria északnyugati részén, Umagtól 4 km-re délre, a Sveti Ivan-fok közelében fekszik.

## Története
Területe már az ókorban lakott volt. A Sveti Ivan-fok közelében több luxus kivitelezésű villa maradványai találhatók.
A falunak 1900-ban 17, 1910-ben 32 lakosa volt. Az első világháború után a rapallói szerződés értelmében Isztria az Olasz Királysághoz került. 1943-ban az olasz kapitulációt követően német megszállás alá került, mely 1945-ig tartott. A második világháború után a párizsi békeszerződés értelmében Jugoszlávia része lett, de 1954-ig különleges igazgatási területként átmenetileg a Trieszti B zónához tartozott és csak ezután lépett érvénybe a jugoszláv polgári közigazgatás. A település Jugoszlávia felbomlása után 1991-ben a független Horvátország része lett. 2011-ben 190 lakosa volt. Lakói főként a turizmussal és vendéglátással foglalkoznak, de sokan foglalkoznak mezőgazdasággal is.

## Lakosság
| Lakosság változása | Lakosság változása | Lakosság változása | Lakosság változása | Lakosság változása | Lakosság változása | Lakosság változása | Lakosság változása | Lakosság változása | Lakosság változása | Lakosság változása | Lakosság változása | Lakosság változása | Lakosság változása | Lakosság változása | Lakosság változása |
| ------------------ | ------------------ | ------------------ | ------------------ | ------------------ | ------------------ | ------------------ | ------------------ | ------------------ | ------------------ | ------------------ | ------------------ | ------------------ | ------------------ | ------------------ | ------------------ |
| 1857               | 1869               | 1880               | 1890               | 1900               | 1910               | 1921               | 1931               | 1948               | 1953               | 1961               | 1971               | 1981               | 1991               | 2001               | 2011               |
| 0                  | 0                  | 0                  | 0                  | 17                 | 32                 | 0                  | 0                  | 41                 | 37                 | 40                 | 39                 | 0                  | 0                  | 200                | 190                |